# JkDefrag
JkDefrag – defragmentator dysków, przeznaczony na systemy z rodziny Windows. Program był jednym z pierwszych narzędzi do defragmentacji, dostępnych za darmo. Pierwsza wersja została udostępniona przez autora – Jeroena Kesselsa – w 2004 na licencji GNU GPL.
Następca programu to MyDefrag. Obecnie jest dostępny MyDefrag w wersji 4.3.1 z 21 maja 2010.

## Zasada działania
Oprócz tradycyjnego defragmentowania plików, JKDefrag posiada kilka różnych trybów działania, takich jak:
- Przesuwanie plików na początek/koniec partycji
- Sortowanie plików (alfabetycznie po ścieżce dostępu, dacie dostępu itp.)
- Optymalizacji położenia plików

Narzędzie optymalizacji klasyfikuje wszystkie pliki na dysku na trzy grupy:
- Grupa 1: katalogi i pliki systemowe
- Grupa 2: zwykłe pliki
- Grupa 3: pliki o dużych rozmiarach lub z założenia niepoddawane częstym zmianom (np. pliki MP3, pliki wideo, spakowane archiwa itp.)

JKDefrag umieszcza pliki z pierwszej strefy na samym początku dysku. Po nich następuje wolne miejsce, następnie umieszczane są pliki z drugiej strefy, a na końcu znajduje się trzecia strefa (oddzielona od drugiej wolnym miejscem). Jeżeli plik nie znajduje się oryginalnie w przeznaczonej sobie strefie, jest tam przenoszony tak, by wszystkie pliki ze strefy były umieszczone w sposób możliwie jak najbardziej ciągły.
Oprogramowanie charakteryzuje się
- Niskim zużyciem zasobów systemowych
- Pełną automatyzacją operacji (brak graficznego interfejsu użytkownika)
- Możliwością obsługi z linii komend
- Opcja pracy w trybie wygaszacza ekranu
- Udostępniony publicznie kod źródłowy (Microsoft Visual C++)

JKDefrag działa w systemach Windows 2000, Windows XP, Windows 2003 oraz w Windows Vista, wspiera systemy plików FAT oraz NTFS. Do defragmentacji używane jest natywne API systemu operacyjnego Windows. Na forum programu oferowane jest wsparcie i pomoc techniczna.

## Wyróżnienie i nagrody
- Wymieniony jako „Boxed Utility Blowout” w magazynie Computer Power User[2],
- Wymieniony w „Freeware/Open Source for Windows Weekly Summary” w O'Reilly Windows Devcentre[3],
- Zrecenzowany w artykule „Defragmentation freeware outpaces native tools in Windows” w WinComputing WinComputing, kwiecień 2007
- Wymieniony jako jedno z koniecznych narzędzi („Must-have Windows utilities for 20 essential tasks”) w ComputerWorld[4] oraz Network World Asia[5]
- Nominacja na „Narzędzie do naprawy tygodnia” („Repair Tool of the Week”) w TechNibble[6]

## Powiązane programy
Istnieje kilka nakładek, dodających do programu interfejs graficzny. Są to w szczególności:
- JKDefrag Option GUI (autor: Emiel Wieldraaijer) – dodaje obsługę 26 języków oraz wsparcie dla BartPE(inne języki) i U3[7],
- JkDefragGUI[8] i MyDefragGUI[9] (autor: Markus Hörl),
- ScanDefrag – pozwala na uruchomienie programu podczas rozruchu systemu. Jest dostępny w dwóch wersjach – płatnej oraz darmowej[10].